# Challenger de Anning 2019

El torneo Kunming Open 2019 fue un torneo profesional de tenis. Pertenece al ATP Challenger Series 2019 y de los Torneos WTA 125s en 2019. Se disputó sobre superficie tierra batida, en Anning, China, entre el 15 y el 21 de abril de 2019 para los hombres y del 22 al 28 de abril para las mujeres.

## Jugadores participantes del cuadro de individuales
| Favorito | País                                  | Jugador              | Rank1 | Posición en el torneo |
| -------- | ------------------------------------- | -------------------- | ----- | --------------------- |
| 1        | Bandera de Australia                  | Jordan Thompson      | 67    | Tercera ronda         |
| 2        | Bandera de la India                   | Prajnesh Gunneswaran | 82    | FINAL                 |
| 3        | Bandera de Polonia                    | Kamil Majchrzak      | 131   | Semifinales           |
| 4        | Bandera de China Taipéi               | Jason Jung           | 134   | Tercera ronda         |
| 5        | Bandera de la India                   | Ramkumar Ramanathan  | 141   | Cuartos de final      |
| 6        | Bandera de Australia                  | Alex Bolt            | 145   | Cuartos de final      |
| 7        | Bandera de Austria                    | Dennis Novak         | 156   | Segunda ronda         |
| 8        | Bandera de Australia                  | Jason Kubler         | 159   | Tercera ronda         |
| 9        | Bandera de Australia                  | James Duckworth      | 160   | Cuartos de final      |
| 10       | Bandera de Serbia                     | Nikola Milojević     | 183   | Cuartos de final      |
| 11       | Bandera de España                     | Enrique López Pérez  | 185   | Tercera ronda         |
| 12       | Bandera de Kazajistán                 | Aleksandr Nedovyesov | 187   | Segunda ronda         |
| 13       | Bandera de Francia                    | Maxime Janvier       | 118   | Tercera ronda         |
| 14       | Bandera del Reino Unido               | Jay Clarke           | 209   | CAMPEÓN               |
| 15       | Bandera de República Checa            | Adam Pavlásek        | 211   | Tercera ronda         |
| 16       | Bandera de la República Popular China | Zhang Ze             | 213   | Segunda ronda         |

- 1 Se ha tomado en cuenta el ranking del 8 de abril de 2019.

### Otros participantes
Los siguientes jugadores recibieron una invitación (wild card), por lo tanto ingresan directamente al cuadro principal (WC):
- Gao Xin
- He Yecong
- Li Yuanfeng
- Liu Hanyi
- Sun Fajing

Los siguientes jugadores ingresan al cuadro principal tras disputar el cuadro clasificatorio (Q):
- Jacob Grills
- Ben Patael

### Individuales femenino
| Tenista           | Ranking | Preclasificada |
| Zhang Shuai       | 42      | 1              |
| Zheng Saisai      | 43      | 2              |
| Samantha Stosur   | 77      | 3              |
| Zhu Lin           | 94      | 4              |
| Peng Shuai        | 120     | 5              |
| Irina Khromacheva | 137     | 6              |
| Danielle Lao      | 155     | 7              |
| Sabina Sharipova  | 156     | 8              |

- Ranking del 15 de abril de 2019

### Dobles Masculino
| Tenista                          | Ranking | Preclasificada |
| Duan Yingying Han Xinyun         | 137     | 1              |
| Peng Shuai Yang Zhaoxuan         | 166     | 2              |
| Olga Doroshina Irina Khromacheva | 199     | 3              |
| Jiang Xinyu Tang Qianhui         | 260     | 4              |

## Campeones

### Individual Masculino
- Jay Clarke derrotó en la final a  Prajnesh Gunneswaran,  6-4, 6-3

### Individuales femeninos
- Zheng Saisai derrotó en la final a  Zhang Shuai, 6-4, 6-1

### Dobles Masculino
- Max Purcell /  Luke Saville derrotaron en la final a  David Pel /  Hans Podlipnik Castillo, 4-6, 7-5, [10-5]

### Dobles femenino
- Peng Shuai /  Yang Zhaoxuan derrotaron en la final a  Duan Yingying /  Han Xinyun, 7–5, 6–2